# Kopec Svatého Jana
Kopec Svatého Jana nebo Svatý Jan na Kopci (německy Johannisberg) je historická osada, část královéhradecké čtvrti Třebeš. Nachází se na stejnojmenném kopci.

## Historie
Toto místo lidé nazývají také Zámeček, podle jednopatrové budovy, která do 2. července 1978 stála u kostela svatého Jana Křtitele. Byl to dům hradeckých měšťanů se zahradou. Ostatní názvy: Tvrz, Tvrzka, Konstanc, Na Konstanci, Na Kopci, Na Vinici, Kopeček svatojanský a Na Poušťce. Jméno „Na Vinici“ pocházelo ze skutečnosti, že zde byly vinice. Z nejstarších je třeba zmínit vinice Královské, Obecní, Malé a Velké Kotoulské a Bednářovy. Jméno Na Poušťce pochází z působení místních poustevníků.
Místo bylo osídleno v patnáctém století a jako Konstanc bylo pojmenováno na památku Jana Husa, upáleného na hranici. V roce 1436 bylo pod kopcem vojenské ležení Viléma Kostky z Postupic a Jana Parduse. Právě na dnešním hřbitově byl hradeckými husity Vilém Kostka z Postupic zabit.
V roce 1521 Lukáš Hostovský z Hostovic, zvaný Furman, přišel s myšlenkou na zbudování kostela. Stavba začala v blízkosti jeho vinice zvané Zádušní a velká dřevěná budova byla dokončena v roce 1530. O pět let později byla s Janem z Pernštejna podepsána smlouva o převedení jeho poddaných z Roudničky a Vysoké nad Labem z farnosti Opatovice nad Labem do farnosti nového kostela, která byla pojmenována podle mistra Jana Husa. Odpovědnost farního kněze převzal farář kostela sv. Antonína na Mýtském předměstí, který pro plnění liturgických funkcí v kostele mistra Jana Husa ustanovil svého kaplana. V letech 1539–1540 se u vinic Lukáše Hostovského z Hostovic objevily první domy a v roce 1541 se zde usadil první poustevník, a to v domě, ve kterém mohli zde sloužící kněží, kostelník a ostatní, zejména děti, přečkat nepříznivé počasí.
Královéhradecká předměstí postižená válkou, zejména během třicetileté války, se dostala do úpadku. Převážná většina kostelů byla poškozena nebo zničena. Zrušen byl rovněž farní kostel sv. Antonína u Mýtské brány. Také kněží opustili vesnici a Kopec Svatého Jana byl připojen k hlavnímu kostelu ve městě – chrámu svatého Ducha. Většina vinic postupně z úpatí kopce zmizela, poslední z nich se zde objevila v roce 1833.
Kostel zůstal dlouho prázdný. Pro bohuslužby byl přizpůsoben až roku 1659 Matějem Hrdličkou, sezemickým měšťanem. V roce 1673 převzali kostel jezuité, kteří zde každý svátek cvičili katechismus. O dva roky později byl zbořen, aby mohl být následující rok znovu postaven. V roce 1691 byl do něj umístěn nový hlavní oltář, byla dokončena rekonstrukce střechy a interiéru a v roce 1692 byl kostel znovu zasvěcen. Tentokrát nesl jméno sv. Jana Křtitele.
V roce 1715 byla vedle kostela postavena márnice. O sedm let později je první zmínka o Zámečku, který měl být vybudován podle tradice v roce 1719. Dne 27. září toho roku byl starostou Hradce Králové Františkem Pichlerem přivítán nový královéhradecký biskup Václav František Karel Košínský z Košína.
20. února 1766 se zde konala schůze výboru za účelem přemístění obyvatel z těch částí města, které byly zničeny při stavbě královéhradecké pevnosti. Setkání se zúčastnili podplukovník Pavlovský, starosta František Schneider a radní František Švenda. V roce 1768 městský děkan Václav Bauler povolal do místní farnosti faráře Jana Frignera. To byl konec zdejších poustevníků. Poslední z nich – bratr Konrád Mikšíček – opustil poustevnu a přestěhoval se do jednoho domu v okolí, kde 13. března 1779 ve věku 73 let zemřel. V roce 1772 se kostel sv. Jana Křtitele stal přidruženým kostelem římskokatolické farnosti svatého Antonína v Novém Hradci Králové. V roce 1778 zde byla také vojenská nemocnice.
V roce 1850 se Kopec Svatého Jana stal osadou obce Třebeš, s níž byl v roce 1942 začleněn do Hradce Králové a od té doby je součástí jeho území. Roku 1888 bylo od hlavní zástavby Třebše ke kostelu sv. Jana Křtitele postaveno pískovcové schodiště. V roce 1869 zde žilo 100 obyvatel a v roce 1910 jich bylo 82. Během tohoto období začala v této oblasti výstavba mnoha domů a místo je i častým cílem turistů. V 60. letech 20. století byla dokončena stavba hvězdárny a přes vesnici mnohokrát probíhala trasa cyklistického „Závodu míru“ pro místní mládež, pořádaného cyklistickým klubem TJ Rudá hvězda Hradec Králové.
Poškozený kostel sv. Jana Křtitele byl opravován už v letech 1858–1859 a v roce 1896 byl vybaven dřevěnou pergolou. Poslední přestavba kostela se konala v letech 1979–1980. Před opravou byl ve velmi kritickém stavu a přestavba ho zachránila před zřícením. Z důvodu zvýšené bezpečnosti byla ještě v roce 1992 provedena ochrana hlavních i postranních dveří a všech oken s ozdobnou mřížkou. V letech 1999–2000 byly také opraveny dřevěné konstrukce, protože byly napadeny kůrovci a houbami rozkládajícími dřevo.

## Památky
- Dřevěný kostel sv. Jan Křtitele z let 1680–1692 (původní kostel z let 1521–1530, tesařský mistr Václav Matouš)
- Hřbitov vedle kostela (první písemná zmínka pochází z roku 1579)
- Dřevěná zvonice z roku 1505
- Pískovcový hřbitovní kříž
- Historický pískovcový kříž z roku 1897 (rekonstrukce 2009)
- Pískovcové schodiště z roku 1888
- Vila Jindřicha Komárka (č. 23, stavitel Manych z Pardubic)
- Věžový vodojem z let 1936–1937 (firma bratří Capoušků)
- Hvězdárna a planetárium z let 1947–1961